# Kocskurovói járás
A Kocskurovói járás (oroszul Кочкуровский район, erza nyelven Кочкурбуе, moksa nyelven Кочкуровань район) Oroszország egyik járása Mordvinföldön. Székhelye Kocskurovo.

## Népesség
- 1989-ben 13 863 lakosa volt.
- 2002-ben 11 829 lakosa volt.
- 2010-ben 10 794 lakosa volt, melynek 92,1%-a mordvin, 3,8%-a orosz, 3%-a tatár.